# Stanko Stojanović
Stanko Stojanović (ur. 7 listopada 1992) – serbski zapaśnik walczący w stylu wolnym. Trzeci na mistrzostwach śródziemnomorskich w 2014 roku.